# Nanna Leifsdóttir
Nanna Herborg Leifsdóttir, née le 2 juin 1963 à Akureyri, est une skieuse alpine islandaise.

## Carrière
Nanna Leifsdóttir est le porte-drapeau de la délégation islandaise aux Jeux olympiques d'hiver de 1984, compétition dans laquelle elle termine 38e du slalom géant. 

## Vie privée
Elle est la mère de la footballeuse internationale islandaise Fanndís Friðriksdóttir et l'épouse du footballeur international islandais Friðrik Friðriksson,.